# Paarse morgenster
De paarse morgenster (Tragopogon porrifolius), ook wel haverwortel, armeluisasperges, witte schorseneren, oesterplant, boksbaard en keukenmeidenverdriet genoemd, behoort tot de composietenfamilie (Compositae of Asteraceae). De soort komt oorspronkelijk uit het Middellandse Zeegebied en wordt daar sinds de oudheid als groente gebruikt. In België en Nederland is de soort ingeburgerd. 
Tragopogon ×mirabilis is een natuurlijke hybride tussen de paarse morgenster en Tragopogon pratensis.
Het is een tweejarige plant die 0,2-1,2 m hoog wordt. De stengels zijn kaal of licht vlokkig behaard. De bladeren zijn grasachtig, breed-lintvormig, aan de basis verbreed, parallelnervig en 10-15 cm lang. De plant is vorstbestendig.
In het tweede jaar bloeit de plant van april tot juni. Het bloemhoofd groeit solitair op sterk verdikte, eindstandige stelen en is 6-7 cm breed. Het bloemhoofd wordt meestal omgeven door tot acht lintvormige omwindselbladeren en bestaat alleen uit bruin-violette, tot 2,5 cm lange lintbloemen die zich bij warm weer openen. De vruchten zijn nootjes met daarop veerachtig vruchtpluis, dat korter is dan de vrucht.

## Toepassingen
De paarse morgenster wordt hoofdzakelijk als wortelgroente gebruikt onder de naam haverwortel. De bladeren kunnen in salades worden verwerkt of op dezelfde manier als spinazie worden bereid. De zoet smakende, melksap bevattende wortel, waarvan de smaak aan oesters doet denken, is zeer voedzaam. De wortels moeten onder water worden geschild, vanwege het kleverige melksap. De plant kan worden gezaaid in maart tot mei, waarna er in oktober tot februari van geoogst kan worden. De tot 30 cm lange, harige penwortel kan alleen in het eerste jaar geoogst worden, omdat hij in het tweede jaar te houtig wordt als ook de bloeiwijzen zich ontwikkelen.
Zoals vele groentesoorten wordt ook de paarse morgenster in de volksgeneeskunde gebruikt. Nicholas Culpeper (1614–1645) schrijft: “De gekookte wortel is goed voor de koude, verwaterde maag”. Bovendien schreef hij de plant voor als lever en galblaastonicum. Maar ook Schwindsüchtige (naar de beschrijvingen van dit ziektebeeld gaat men ervan uit dat het om tuberculose ging) zouden er door aansterken.

## Geschiedenis
De haverwortel werd al in de zestiende eeuw in Midden-Europa verbouwd, maar in de loop van de tijd werd hij bijna volledig verdrongen door de grote schorseneer, die een soortgelijke smaak heeft. Gebrande haverwortels leverden in tijden van schaarste een koffiesurrogaat.

## Inhoudsstoffen
De voedingswaarde van 100 gram verse haverwortel is:
| Energetische waarde | 82 kcal / 345 kJ |
| Koolhydraten        | 16 gram          |
| Eiwit               | 1,4 gram         |
| Vet                 | 0,2 gram         |
| Vitamine C          | 10 mg            |
| Vitamine B1         | 0,04 mg          |
| Vitamine B2         | 0,04 mg          |
| Nicotinezuur        | 0,3 mg           |
| Calcium             | 48 mg            |
| IJzer               | 1,4 mg           |